# REO Speedwagon
REO Speedwagon är ett amerikanskt rockband, bildat 1967 i Champaign i Illinois i USA. Gruppen var en av de populäraste mainstream-grupperna inom rockmusiken kring decennieskiftet 1980. Till deras mest kända låtar hör powerballaderna "Keep On Loving You" (1980) och "Can't Fight This Feeling" (1984).
Gruppen återförenads tillfälligt år 2013 för en stödkonsert till förmån för invånarna i Illinois, sedan stormar drabbat delstaten.
Gruppens namn hittade man av en slump och det grundades på lastbilen REO Speed Wagon konstruerad och lanserad 1915 av Ransom Eli Olds, namngivaren till Oldsmobile. 

## Medlemmar

### Nuvarande medlemmar
- Neal Doughty – klaviatur, orgel, piano, synthesizer (1967–)
- Kevin Cronin – sång, rytmgitarr, piano (1972–1973, 1976–)
- Bruce Hall - basgitarr, sång (1977-)
- Dave Amato – sologitarr, banjo, dobro, körsång, 12-strängad gitarr (1989–)
- Bryan Hitt – trummor, slagverk (1990–)

### Tidigare medlemmar
- Alan Gratzer – trummor, slagverk, körsång (1967–1988, live 2005)
- Mike Blair – basgitarr, sång (1967–1968)
- Joe Matt – sologitarr, sång (1967–1968)
- Gregg Philbin – basgitarr (1968–1977)
- Terry Luttrell – sång (1968–1972)
- Bob Crownover – gitarr (1968–1969)
- Joe McCabe – saxofon (1968)
- Marty Shepard – trumpet (1968)
- Bill Fiorio (alias Duke Tumatoe) – gitarr (1969)
- Steve Scorfina – gitarr (1969–1970)
- Gary Richrath – sologitarr, körsång, slidegitarr, akustisk gitarr, klassisk gitarr (1970–1989)
- Mike Murphy – sång, gitarr (1973–1976)
- Graham Lear – trummor, slagverk (1988–1990)
- Miles Joseph – gitarr (1989)
- Carla Day – körsång (1989)
- Melanie Jackson – körsång (1989)
- Jesse Harms – keyboard, körsång (1989–1991)

### Turnerande medlemmar
- John Aldridge – slagverk (2005–)
- Joe Vannelli – keyboard (2007)
- Larry the Cable Guy – gitarr (2013)

## Diskografi
Studioalbum
- 1971 – R.E.O. Speedwagon
- 1972 – R.E.O./T.W.O.
- 1974 – Ridin' the Storm Out
- 1974 – Lost in a Dream
- 1975 – This Time We Mean It
- 1976 – R.E.O.
- 1978 – You Can Tune a Piano, But You Can't Tuna Fish
- 1979 – Nine Lives
- 1980 – Hi Infidelity
- 1982 – Good Trouble
- 1984 – Wheels Are Turnin'
- 1987 – Life as We Know It
- 1990 – The Earth, A Small Man, His Dog and a Chicken med Live It Up
- 1996 – Building the Bridge
- 1999 – The Ballads
- 2007 – Find Your Own Way Home
- 2009 – Not So Silent Night...Christmas with REO Speedwagon

Livealbum
- 1977 – Live: You Get What You Play For
- 2001 – Live: Plus

Samlingsalbum
- 1988 – The Hits
- 1995 – Believe in Rock & Roll